# تجربة النيوترينو العميقة تحت الأرض
تجربة النيوترينو العميقة تحت الأرض (بالإنجليزية: Deep Underground Neutrino Experiment)‏ هي تجربة قيد الإنشاء لدراسة جسيمات النيوترينو، مع كاشف قريب في مختبر «فيرميلاب» وكاشف بعيد في «منشأة سانفورد تحت الأرضية للأبحاث» التي سترصد النيوتريونات المُنتجة في فيرميلاب. سيجري إطلاق شعاع مكثف من تريليونات النيوترينوات من منشأة إنتاج في فيرميلاب (في إلينوي) لتسافر مسافة 1300 كيلومتر (810 ميل) نحو مخازن بكتلة 40 كيلوطن من الأرجون السائل الموجود تحت الأرض في مختبر سانفورد في ساوث داكوتا. سوف تسافر النيوتريوات في خط مستقيم عبر الأرض، لتصل إلى عمق 30 كيلومتر (19 ميل) تحت الأرض بالقرب من منتصف المسار؛ سيُبنى الكاشف البعيد على عمق 1.5 كيلومتر (4850 قدم) تحت الأرض. سيُستخرج نحو 870000 طن من الصخور لإنشاء التجاويف التي ستُبنى فيها الكاشفات البعيدة. يعمل أكثر من 1000 شخص في المشروع.
الأهداف العلمية الأساسية لدوون هي:
- إجراء دراسة شاملة لـ «تذبذبات النيوترينو» لاختبار «خرق تناظر الشخنة السوية» في قطاع اللبتونات؛
- تحديد ترتيب كتل الأنواع الثلاث للنيوترينو؛
- البحث عن نيوتريونات غير الأنواع الثلاث المعروفة حاليًا؛
- دراسة المستعرات العظمى وتشكيل النجوم النيوترونية أو الثقوب السوداء؛[6]
- كشف «اضمحلال البروتون».

## التمويل والبناء
يتكون التصميم الحالي للكاشف البعيد من أربع وحدات من خزانات مملوئة بالأرجون السائل بـ «حجم إسنادي» ذي كتلة تساوي 10 كيلوطن لكل منها. من المتوقع أن يكتمل بناء أول وحدتين في عام 2024، ليبدأ تشغيل الحزم الجسيمية في عام 2026. ومن المخطط أن يبدأ تشغيل الوحدة الأخيرة في عام 2027.
في عام 2017، أعلن «مجلس مرافق العلوم والتكنولوجيا» (إس تي إف سي) في المملكة المتحدة عن استثمار 65 مليون جنيه إسترليني في بناء دوون و«مرفق النيوترينو طويل الأساس» (إل بي إن إف).
بدأ حفر تجاويف الكاشف البعيد في 21 يوليو 2017، ويجري بناء واختبار نماذج أولية في مختبر «سيرن». سجل أول نموذج، «بروتودوون أحادي الطور» (تجربة «إن بّي 04» في سيرن)، أول كشف له لمسار الجسيمات في سبتمبر 2018. بدأت مشاركة سيرن في دوون مرحلة جديدة من أبحاث المختبر حول جسيمات النيوترينو، ويُشار إلى التجارب كجزء من «منصة النيوترينو» في برنامج أبحاث المختبر.

## نظرة تاريخية
بدأ المشروع في الأصل كمشروع خاص بالولايات المتحدة الأمريكية فقط يُسمى «تجربة النيوترينو طويلة الأساس» (إل بي إن إي)؛ بين عامي 2012 و2014 تقريبًا، جرى النظر في استبدال المشروع بكاشف قريب من السطح لخفض التكلفة. ومع ذلك، استنتجت «لجنة تحديد أولويات مشاريع فيزياء الجسيمات» (بّي 5) في تقريرها لعام 2014 أن النشاط البحثي الذي يسعى إل بي إن إي لتحقيقه «يجب إعادة صياغته تحت رعاية تعاون دولي جديد، كبرنامج منسق وممول دوليًا، مع فيرميلاب كمضيف،» ما يعني العودة لخطة الكاشف العميق تحت الأرض. تم حل تعاون إل بي إن إي رسميًا في 30 يناير 2015، بعد وقت قصير من تشكيل التعاون الجديد الذي أوصت به لجنة بّي 5 في 22 يناير 2015. اختار التعاون الجديد اسم تجربة النيوترينو العميقة تحت الأرض (دوون).